# Mawlid

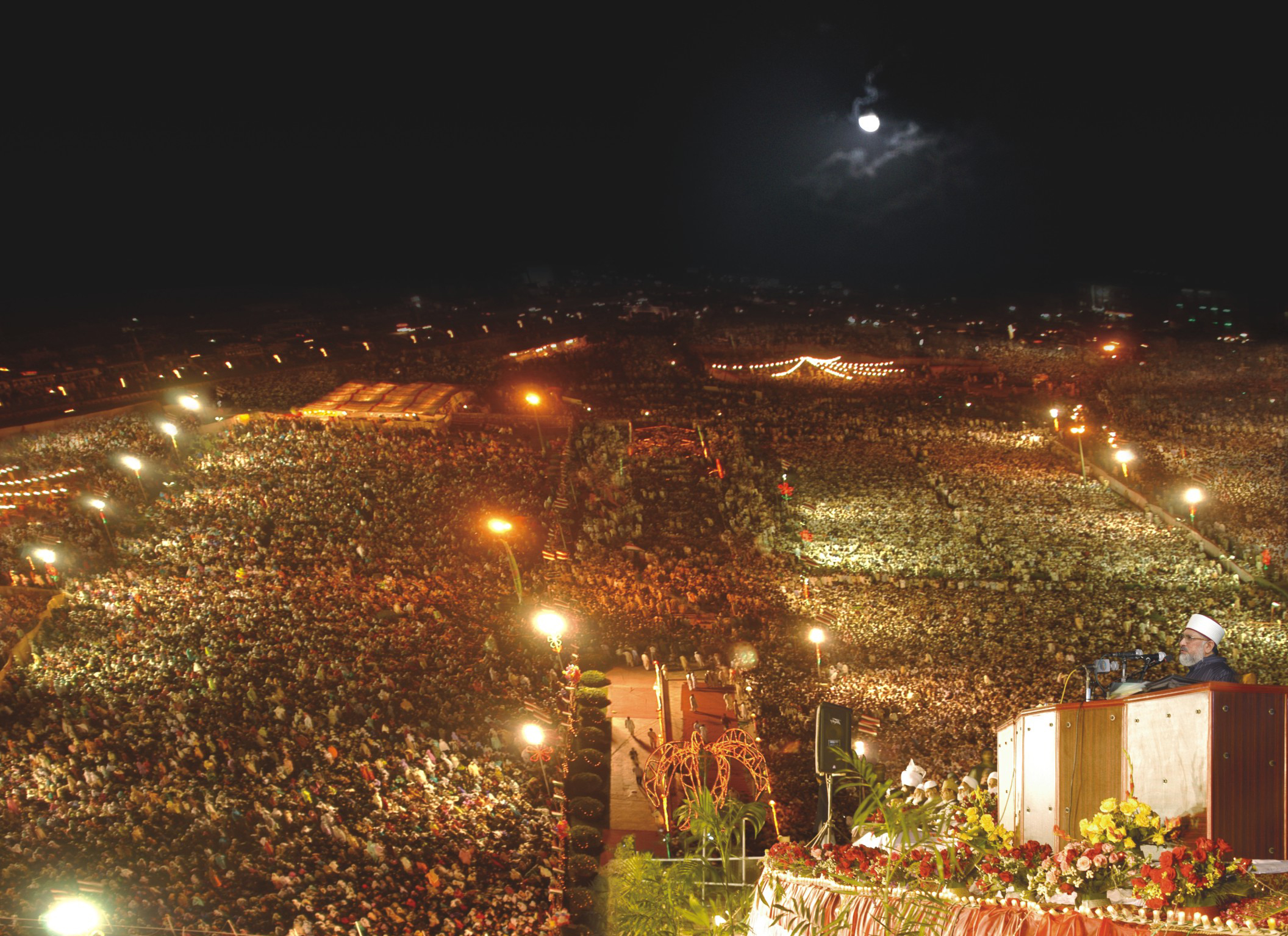
International Mawlid Conference, Minar-e-Pakistan, Lahore, Pakistan.

Mawlid eller Meulud ”födelse” eller Mavalid al-Nabi (arabiska مَوْلِدُ آلنَبِيِّ) ”profetens födelse” är en muslimsk högtid där profeten Muhammeds födelsedag firas. Mawlid är även en benämning av firandet av andra, i islam, viktiga personers födelse och är också benämningen på de hyllningsdikter som skrivits om detta.

## Firandet av Muhammeds födelsedag
Muhammeds födelsedag firas den tolfte i månaden rabi' al-awwal genom bland annat dhikr i moskéerna och givande av allmosor till de behövande. Seden började bli vanlig under medeltiden och från 1200-talet blev firandet av mawlid utbrett i den arabiska och turkiska världen. Under de senaste århundradena har seden spritt sig till urdu-talande områden. Muslimska rättslärda var först motståndare till firandet, då Muhammed enligt islamisk teologi inte är en person som skall vara föremål för dyrkan. Muhammeds födelsedag blev i början av 1900-talet nationell helgdag i Turkiet. Mawlid är numera i de flesta muslimska länder en nationell helgdag där bön förrättas i huvudstädernas centrala moské i närvaro av ländernas ledare och regeringar.

## Firandet av andra, i islam, viktiga personers födelsedag
Mawlid kan även beteckna firandet av andra viktiga personers födelsedag. Under det fatimidiska kalifatet firades i hovet i Kairo förutom Muhammeds födelsedag även Fatimas och Alis födelsedagar. I det Osmanska riket under sultanen Murad III blev mawlid-ritualen en del av hovetiketten.

## Hyllningsdikter
Mawlid betecknar även en typ av hyllningsdikt som beskriver Muhammeds födelse och hans liv. Några poeters dikter används överallt i den muslimska världen i samband med hans födelsedag, till exempel används en dikt av Ja'far ibn Hasan al-Barzanji (död 1765) i den arabiska och turkiska världen. Aleviter och alawiter har i östra Turkiet respektive norra Syrien utvecklat liknande dikter för att högtidlighålla Alis födelsedag.